# Макин, Кимвауа
Кимвауа Макин (англ. Kimwaua Makin, род. 8 августа 1997) — кирибатийский легкоатлет, выступающий в беге на короткие дистанции.

## Биография
Кимвауа Макин родился 8 августа 1997 года.
В 2014 году вошёл в состав сборной Кирибати на летних юношеских Олимпийских играх в Нанкине. В беге на 100 метров занял последнее, 8-е место в предварительном забеге, показав результат 11,77 секунды, но был дисквалифицирован. В смешанной эстафете 8х100 метров команда, за которую выступал Макин, заняла 5-е место в предварительном забеге, показав результат 1 минута 45,41 секунды и расположившись на итоговой 16-й позиции.
В 2015 году участвовал в чемпионате мира по лёгкой атлетике в Пекине. В беге на 100 метров показал 25-й результат среди 26 участников предварительного раунда — 11,98.
В 2018 году выступал на Микронезийских играх на Япе, но остался без медалей.

## Личные рекорды
- Бег на 100 метров — 11,77 (21 августа 2014, Нанкин)[5]